# Air Caraïbes
Air Caraïbes — французька авіакомпанія, що базується у Французькій Вест-Індії, зі штаб-квартирою в Лез-Абімі на Гваделупі. Основна база операцій авіакомпанії знаходиться в міжнародному аеропорту Пуент-а-Пітр на Гваделупі, з головним містом у міжнародному аеропорту Мартиніки Еме Сезер поблизу Фор-де-Франс на Мартиніці. Здійснює регулярні та чартерні рейси у Вест-Індії, а також трансатлантичні рейси, які базуються в паризькому аеропорту Орлі у метрополію Франції.

## Флот

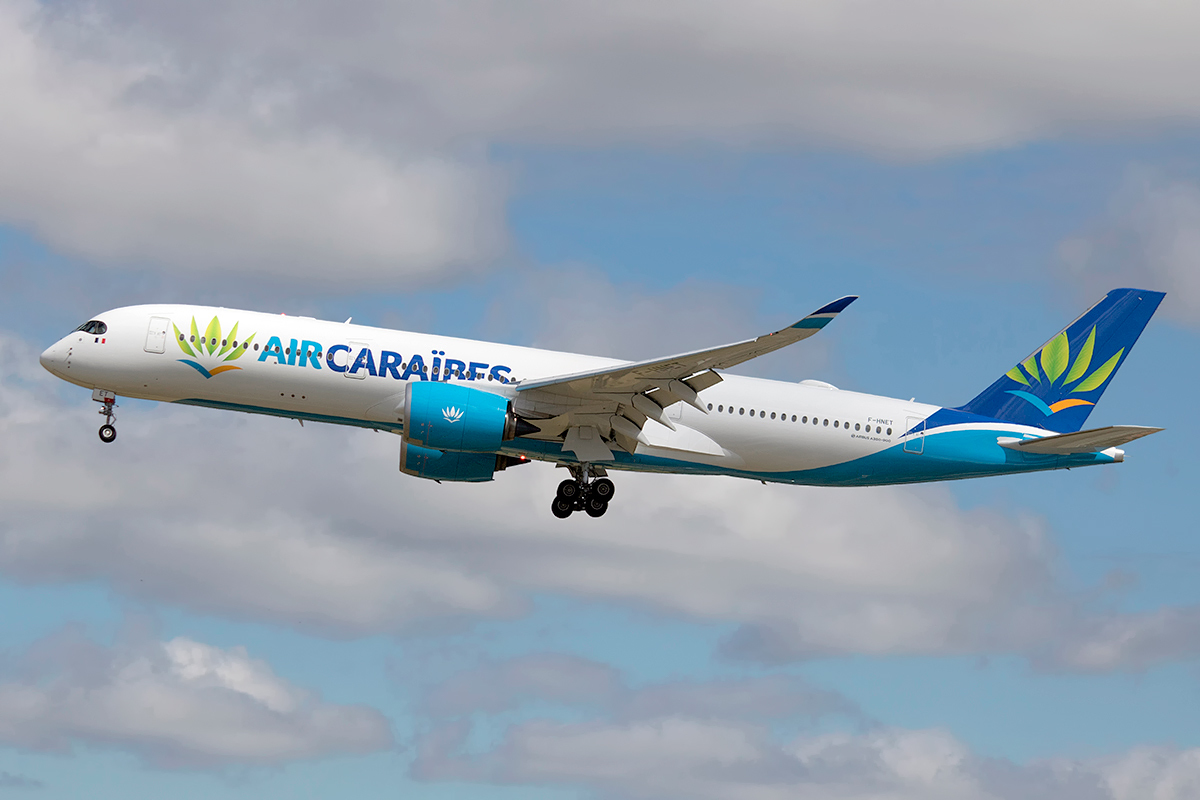
Airbus A350-900 у лівреї Air Caraïbes

Станом на червень 2022, флот Air Caraïbes (включаючи Air Caraibes Atlantique) складається з наступних літаків:
| Літак            | В обслуговуванні | Замовлено | Пасажири | Пасажири | Пасажири | Пасажири | Примітки |  |
| Літак            | В обслуговуванні | Замовлено | J        | W        | Y        | Всього   | Примітки |  |
| ---------------- | ---------------- | --------- | -------- | -------- | -------- | -------- | -------- |  |
| Airbus A330-200  | 1                | —         | 12       | 24       | 267      | 303      |          |  |
| Airbus A330-300  | 2                | —         | 12       | 35       | 307      | 354      |          |  |
| Airbus A350-900  | 3                | —         | 18       | 45       | 326      | 389      |          |  |
| Airbus A350-1000 | 3                | —         | 24       | 45       | 360      | 429      |          |  |
| ATR 72-600       | 3                | —         | —        | —        | 74       | 74       |          |  |
| ATR 72-500       | 1                | —         | —        | —        | 70       | 70       | On lease |  |
| Total            | 12               |           |          |          |          |          |          |  |